# La Transición (serie de televisión)
La Transición fue una serie-documental emitida por Televisión Española, que narra el período denominado Transición española, comprendido entre 1973 y 1977.

## Argumento
La serie se inicia con el relato del asesinato del presidente del Gobierno Luis Carrero Blanco a manos de ETA el 20 de diciembre de 1973 y finaliza con las primeras elecciones democráticas el 15 de junio de 1977.
A modo de documental histórico y con la voz en off de Victoria Prego se van desgranando los principales acontecimientos políticos del periodo de adaptación en España de la dictadura a la democracia, tales como la muerte del general Franco, la coronación de Juan Carlos I, la aprobación de la Ley para la reforma política o la legalización del Partido Comunista de España.
Además, se contó con el testimonio de algunos de los principales actores políticos de la época, como Felipe González, Manuel Fraga, Santiago Carrillo, Manuel Gutiérrez Mellado, Alfonso Osorio, el Cardenal Tarancón o Rodolfo Martín Villa.
La serie se emitió dos años después de haber sido grabada.
Considerada por el Grupo Joly uno de los cien mejores programas de la historia de la televisión en España.
En 2008 se grabó una continuación del documental La Transición, también con Victoria Prego y Elías Andrés, que llevó por título El camino de la libertad y abarca la historia de España entre 1978 y 2008, contando con 31 episodios.

## Ficha técnica
- Dirección y realización: Elías Andrés.
- Subdirección, Guion y Locución: Victoria Prego.
- Producción Ejecutiva: Alejandro Cabrero.
- Producción: Itziar Aldasoro.
- Montaje de video: José Luis San Martín y Carlos Bragado.
- Música: Luis Delgado.

## Documentación
Para la realización de la serie se contó con material audiovisual de los archivos de la Filmoteca Española, RTVE, No-Do, Euskal Telebista, TV3, BBC, ZDF, RAI, Fundación Largo Caballero y Fundación Pablo Iglesias, entre otras instituciones. Entre las aportaciones privadas, es importante no olvidar la documentación aportada por entonces el corresponsal de la televisión pública alemana ZDF Michael Vermehren y su cámara Peter Schumann.

## Presupuesto
La producción de la serie alcanzó la cifra de 80 millones de pesetas.

## Listado de episodios - Fecha de emisión
1. El asesinato de Carrero Blanco —23 de julio de 1995
2. El espíritu del 12 de febrero — 30 de julio de 1995
3. La revolución de los claveles - 6 de agosto de 1995
4. El fin del aperturismo — 13 de agosto de 1995
5. La llegada de Felipe - 20 de agosto de 1995
6. La muerte de Franco - 27 de agosto de 1995
7. Juan Carlos I, rey de España - 3 de septiembre de 1995
8. El primer gobierno de la monarquía - 10 de septiembre de 1995
9. La dimisión de Arias Navarro - 17 de septiembre de 1995
10. La presidencia de Adolfo Suárez - 24 de septiembre de 1995
11. El último pleno de las cortes franquistas - 1 de octubre de 1995
12. El referéndum para la reforma - 8 de octubre de 1995
13. Las primeras Cortes democráticas - 15 de octubre de 1995